# Појатно
Појатно је насељено место у саставу Града Запрешића у Загребачкој жупанији, Хрватска. До територијалне реорганизације у Хрватској налазило се у саставу старе загребачке приградске општине Запрешић.

## Становништво
На попису становништва 2011. године, Појатно је имало 1.213 становника.

## Попис1991.
На попису становништва 1991. године, насељено место Појатно је имало 1.013 становника, следећег националног састава:
| Попис 1991.‍   | Попис 1991.‍  | Попис 1991.‍ | Попис 1991.‍ | Попис 1991.‍ |
| ------------- | ------------ | ----------- | ----------- | ----------- |
|               |              |             |             |             |
| Хрвати        | Хрвати       |             | 992         | 97,92%      |
| Срби          | Срби         |             | 4           | 0,39%       |
| Југословени   | Југословени  |             | 1           | 0,09%       |
| Мађари        | Мађари       |             | 1           | 0,09%       |
| Муслимани     | Муслимани    |             | 1           | 0,09%       |
| Чеси          | Чеси         |             | 1           | 0,09%       |
| остали        | остали       |             | 1           | 0,09%       |
| неопредељени  | неопредељени |             | 3           | 0,29%       |
| непознато     | непознато    |             | 9           | 0,88%       |
| укупно: 1.013 |              |             |             |             |